# Kopra

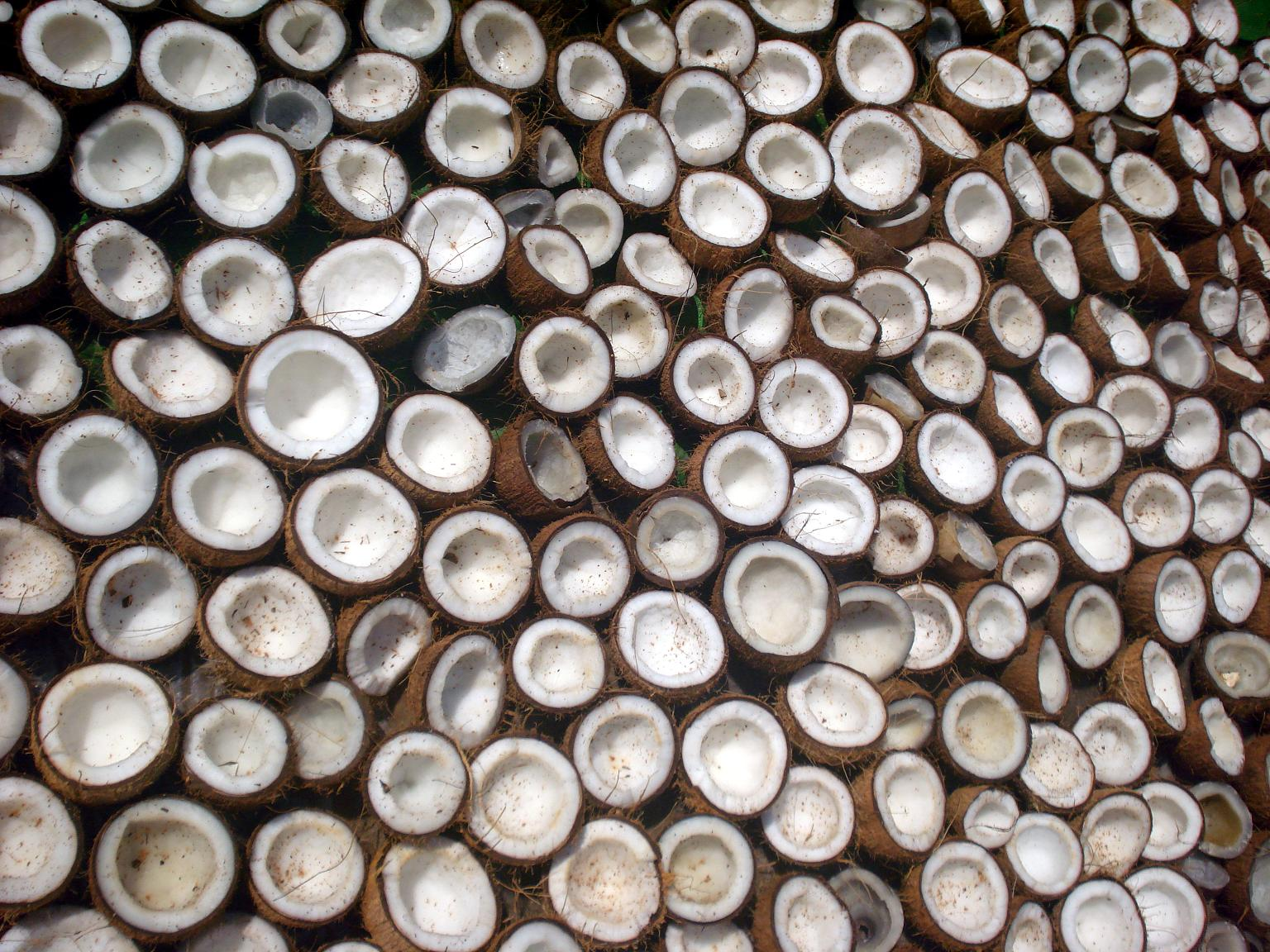
Sušení dužiny kokosových ořechů v rámci výroby kopry

Kopra (anglicky copra) je sušené, rozemleté jádro kokosového ořechu. Jméno pochází z malajálamštiny (jižní Indie), kde slovo kopra (കൊപ്ര) označuje sušený kokosový ořech.
Kokosový olej byl původně vyráběn obchodníky v oblasti jižních moří a jižní Asie v polovině 19. století vařením rozemleté kopry ve vodě. V současné době se kopra lisuje.
Výroba kopry (odstranění skořápky, rozdrcení, sušení) obvykle probíhá přímo na místech, kde rostou kokosové palmy. V současné době existují rozsáhlé plantáže s přidruženými výrobními provozy, zatímco v minulosti probíhal sběr kopry tak, že obchodníci cestovali v Tichém oceánu z ostrova na ostrov, od přístavu k přístavu.